# ヴァルター・ハルシュタイン
ヴァルター・ハルシュタイン（Walter Hallstein, 1901年11月17日 - 1982年3月29日）は、第三帝国、ドイツ連邦共和国（旧西ドイツ）の法学者、政治家。欧州経済共同体初代欧州委員会委員長。欧州連合の父の一人として知られる。

## 経歴

### 学究
ドイツ西部のマインツで生まれた。ベルリン大学などで法学を学んで1925年に博士号を取得した後、ベルリン大学助手を経て1926年にベルリンのカイザー・ヴィルヘルム研究所で外国私法や国際私法の研究員となり、1930年にロストック大学の教授、1941年にはフランクフルト大学の教授となった。この間、国家社会主義法律家連盟、国家社会主義国民福祉協会、国家社会主義ドイツ人教師連盟などの職能団体に加入していた。1938年にローマで開かれたイタリアとの交渉会合にドイツ代表として出席した。 第二次世界大戦中の1942年からはドイツ国防軍の予備役中尉としてフランス北部で第709歩兵師団に配属されたが、1944年にシェルブールでアメリカ軍の捕虜となった。ハルシュタインはアメリカのミシシッピ州に設けられた捕虜収容所に送られたが、彼はここで「収容所大学」を創設し、捕虜に対して法学を講義した。
戦後の1946年にハルシュタインはドイツへ戻り、フランクフルト大学で学監に選ばれた。その前日、ルートヴィヒ・エアハルトにバイエルン州経済省事務次官就任を請われたが、これを断っている。1948年にはアメリカのジョージタウン大学の客員教授として招かれ、1年間国際関係論を講義した。ドイツに帰国後は西ドイツの国際連合教育科学文化機関（ユネスコ）加盟交渉に参加、さらに欧州石炭鉄鋼共同体加盟交渉の西ドイツ政府首席代表に選ばれた。経済省は経済ではなく法学の専門家であるハルシュタインの任命に反対したが、これは西ドイツ初代首相コンラート・アデナウアーの強い希望による人事だった。

### ハルシュタイン外交
1950年8月、アデナウアー首相はハルシュタインを連邦首相府事務次官に指名し、シューマン・プランの受け入れに関する交渉に当たらせた。翌年、ハルシュタインはアデナウアー（外相を兼任）の指名で外務次官に転じた。1954年にはアデナウアーと共に戦後最初の独仏首脳会談に臨んでいる。1955年9月22日にはハルシュタイン原則を発表し、ドイツ民主共和国（東ドイツ）を国家承認した国家との国交を断絶するという西ドイツの外交方針を規定した。ただし、同年に西ドイツと国交を回復し、東ドイツを覇権下に置くソビエト連邦は例外としていた。この方針は外務省政策局長ヴィルヘルム・グレーヴェの主張が強く反映されていた。
当時の西ドイツは、イスラエルとの和解や欧州防衛共同体加盟交渉など多くの外交懸案を抱えており、実務を担当するハルシュタインはしばしば批判にさらされた。その後、ハルシュタインは1938年に作成した自身の書類を基にローマ条約の作成に当たった。その頃には新外相ハインリヒ・フォン・ブレンターノとの確執で、外交政策におけるハルシュタインの影響力は小さくなっていた。ブレンターノはハルシュタインを駐米大使に「左遷」しようとしたが、成功しなかった。

### 欧州外交
そんな最中の1958年1月7日、EECは初代委員長に条約締結の立役者であるハルシュタインを選出した。1959年にはEECの共同市場創設や自由貿易を目指した「ハルシュタイン計画」を発表している（ハルシュタイン委員会）。ハルシュタインはヨーロッパ統合の更なる進展を目指したが、フランス大統領のシャルル・ド・ゴールが国家主権を蝕む超国家主義的な決定に反対し、フランスの代表を送らない「空席戦術」で抗議したため、ハルシュタインは1967年7月にEEC委員長辞任へ追い込まれた。
その後、ハルシュタインは西ドイツ政界に復帰し、1969年から1972年までドイツキリスト教民主同盟 (CDU) 所属のドイツ連邦議会議員として活動した。1968年から1974年には「国際ヨーロッパ運動」の議長を務めた。1982年、80歳でシュトゥットガルトで死去した。

## 栄典
ハルシュタインは、その生涯において欧州やアメリカのいくつかの大学から名誉博士号を受けた。その中には、ハルシュタインが教鞭を執ったジョージタウン大学のほか、ハンブルク大学、パドヴァ大学、コロンビア大学、ハーバード大学などがある。
1961年には、ヨーロッパ連合運動への貢献を理由に、アーヘン市からカール大帝賞を受章した。没後の1997年にはベルリン大学に「ヴァルター・ハルシュタイン欧州憲法研究所」が設立された。